# Мельников, Михаил Васильевич
Михаил Васильевич Мельников (21 августа 1919 — 7 мая 1996) — конструктор ракетных двигателей, Герой Социалистического Труда (1961). Лауреат Ленинской премии.
Учёная степень - доктор технических наук
Учёное звание - профессор

## Биография
Родился в Москве в семье фармацевта. С отличием окончил среднюю школу. В 1937—1945 учился в МАИ сначала очно, потом заочно.
Работа:
- 1940—1945 инженер на опытном заводе № 293 (КБ В. Ф. Болховитинова). Участвовал в разработке и создании первого в мире ракетного самолета БИ-2 конструкции В. Ф. Болховитинова и ЖРД (жидкостных реактивных двигателей) многократного действия РД-1 конструкции А. М. Исаева.
- 1945—1952 инженер-конструктор НИИ-1. Впервые получил практически полное сгорание топлива в камере ЖРД и доказал наличие термодинамически равновесного характера процесса истечения в соплах, в 1950 г. предложил метод анализа потерь и расчёта удельного импульса ЖРД.
- с 1952 г. — начальник отдела ОКБ-1 МОП, с 1956 г. заместитель главного конструктора (С. П. Королева) по двигателям.

Решил научные, технические и технологические проблемы регенеративного охлаждения кислородно-керосиновых ЖРД керосином, а также проблемы создания сверхзвукового диффузора для испытаний высотных ЖРД на земле.
В 1958 г. совместно с С. А. Косбергом создал космический ЖРД блока «Е» изделия 11К72.
В 1960 г. коллективом отдела М. В. Мельникова были решены проблемы запуска кислородного ЖРД на орбите после длительного пребывания в состоянии невесомости и космического вакуума (системы «Молния-1», «Молния-2», «Молния-3»).
В 1963—1986 гг. решена проблема безотказной эксплуатации ЖРД в полёте (двигатели 11Д33, 11Д58, 11Д58М).
Доктор технических наук. Профессор, в 1955—1984 читал лекции по теории ЖРД в МАИ, МВТУ, ВВИА.
Скончался 07 мая 1996 года. Похоронен на Останкинском кладбище Москвы в родственном захоронении.
Сын — Мельников Виталий Михайлович, доктор технических наук, профессор Внучка — Мельникова (Пушкина) Галина Витальевна.

## Награды
Герой Социалистического Труда (1961). Лауреат Ленинской премии (1960). Награждён двумя орденами Ленина (1957, 1961), двумя орденами Трудового Красного Знамени (1945, 1946).